# Marcel Chevalier
Marcel Charles Chevalier (Montrouge, 28 febbraio 1921 – Vendôme, 8 ottobre 2008) è stato un boia francese, ultimo esecutore delle sentenze capitali in Francia.

## Biografia
Nato nel 1921, Chevalier divenne "esecutore di giustizia" nel 1976, succedendo ad André Obrecht e mantenendo tale incarico fino al 1981, quando la pena di morte venne abolita durante il mandato del presidente François Mitterrand. Il metodo di applicazione della pena di morte per i reati capitali civili in Francia, fino al 1981, consisteva nella decapitazione mediante ghigliottina. Chevalier, che aveva iniziato come apprendista di Obrecht nel 1958, compì circa quaranta esecuzioni. Dopo la sua nomina a esecutore di giustizia nel 1976 giustiziò solo due condannati, che furono anche le ultime due pene capitali eseguite in Francia:
- Jérôme Carrein, condannato per lo stupro e l'omicidio di una bambina di otto anni, ghigliottinato il 23 giugno 1977 a Douai.
- Hamida Djandoubi, condannato per aver torturato e strangolato una donna, ghigliottinato il 10 settembre 1977 a Marsiglia.

Chevalier, nella vita privata, lavorava come tipografo. Era sposato con Marcelle Obrecht, nipote di André, dalla quale ebbe due figli. Suo figlio Éric era presente alle esecuzioni di Carrein e di Djandoubi ed era considerato il suo futuro successore nell'incarico di esecutore di giustizia. Chevalier fu intervistato dalla stampa in diverse occasioni ma, in seguito, infastidito dalla natura sensazionalistica dei media, decise di non rilasciare più interviste.